# Їлян (повіт, Чжаотун)
27°37′46″ пн. ш. 104°02′46″ сх. д. / 27.62934° пн. ш. 104.04609° сх. д.
Їлян (кит. 彝良县, пін. Yíliáng Xiàn) — один із повітів КНР у складі префектури Чжаотун, провінція Юньнань. Адміністративний центр — містечко Цзяокуй.

## Географія
Їлян лежить на півночі Юньнань-Гуйчжоуського плато і на південь від Сичуанської западини.

### Клімат
Повіт знаходиться у зоні, котра характеризується вологим субтропічним кліматом. Найтепліший місяць — липень із середньою температурою 25,2 °C. Найхолодніший місяць — січень, із середньою температурою 7,5 °С.
| Клімат повіту Їлян      | Клімат повіту Їлян | Клімат повіту Їлян | Клімат повіту Їлян | Клімат повіту Їлян | Клімат повіту Їлян | Клімат повіту Їлян | Клімат повіту Їлян | Клімат повіту Їлян | Клімат повіту Їлян | Клімат повіту Їлян | Клімат повіту Їлян | Клімат повіту Їлян | Клімат повіту Їлян |
| Показник                | Січ.               | Лют.               | Бер.               | Квіт.              | Трав.              | Черв.              | Лип.               | Серп.              | Вер.               | Жовт.              | Лист.              | Груд.              | Рік                |
| Середній максимум, °C   | 11,4               | 13,9               | 19                 | 24,4               | 27,6               | 28,9               | 31,4               | 31,1               | 27,4               | 21,6               | 18,1               | 12,9               | 22,3               |
| Середня температура, °C | 7,5                | 9,4                | 13,3               | 18,1               | 21,7               | 23,5               | 25,2               | 24,7               | 21,7               | 17,4               | 13,7               | 9                  | 17,1               |
| Середній мінімум, °C    | 5                  | 6,6                | 9,6                | 13,9               | 17,4               | 19,7               | 21,2               | 20,7               | 18,1               | 14,7               | 10,9               | 6,5                | 13,7               |
| Норма опадів, мм        | 4.1                | 5.1                | 13.2               | 29.2               | 63.3               | 124.7              | 172.1              | 166.6              | 100.5              | 43.4               | 12.1               | 2.9                | 737.2              |
| Вологість повітря, %    | 67                 | 66                 | 64                 | 63                 | 66                 | 73                 | 77                 | 78                 | 77                 | 77                 | 71                 | 68                 | 70.6               |
| ----------------------- | ------------------ | ------------------ | ------------------ | ------------------ | ------------------ | ------------------ | ------------------ | ------------------ | ------------------ | ------------------ | ------------------ | ------------------ | ------------------ |
| Джерело: data.cma.cn    |                    |                    |                    |                    |                    |                    |                    |                    |                    |                    |                    |                    |                    |